# Chase the Devil
Chase the Devil ist ein Lied des jamaikanischen Sängers Max Romeo, das er 1976 zusammen mit Lee Perrys Studioband The Upsetters einspielte. Die britische Band The Prodigy nutzte Romeos Gesang aus dem Lied als Hauptsample in dem Track Out of Space, der 1993 ein weltweiter Hit wurde.

## Geschichte
Im Jahr 1976 nahm Max Romeo in den Black Ark Studios des Produzenten Lee „Scratch“ Perry sein neues Album War Ina Babylon auf. Chase the Devil wurde der dritte Titel auf dem Album und handelt davon, dass sich das lyrische Ich ein Kettenhemd überzieht („I’m gonna put on a iron shirt“) und Satan ins Weltall hinausjagt („and chase Satan out of Earth“). In einem Interview mit der BBC von 2011 erklärte Romeo die Bedeutung des Textes. Der Teufel stehe hier für das Negative in den Gedanken, das dem Positiven („Gott“) Platz machen müsse. Das „iron shirt“ symbolisiere die geistige Stärke, die nötig sei, um die bösen Gedanken, den Teufel, zu vertreiben. Max Romeo: „It’s just a dream: chase the devil outa Earth.“ („In Wahrheit ist das nur ein Wunschtraum: den Teufel aus der Welt jagen.“)
Island Records brachte das Lied 1976 auch als Single heraus. Auf deren B-Seite Croaking Lizard toastete Prince Jazzbo über eine Dub-Version von Chase the Devil.

## Coverversionen
Im Jahr 1977 brachte Lee Perry eine eigene Version heraus, in der er gegen das Aufkommen von Disco und Kokain wetterte. Die Single hatte den Titel Disco Devil.
Im selben Jahr erschien die Single Oye Oye Reggae des Sängers Doudou. Die A-Seite war eine französische Version des Liedes One Step Forward von Max Romeo (von der LP War Ina Babylon), die B-Seite enthielt mit Vanille Chocolat Reggae eine französische Version von Chase the Devil.
Im Jahr 1992 verwendete die britische Band The Prodigy ein Sample von Chase the Devil für den Refrain ihrer fünften Single Out of Space. Die Single erreichte Goldstatus im Vereinigten Königreich und avancierte zum Charthit in Deutschland sowie der Schweiz.
Das 2005 erschienene Album The Dangermen Sessions Volume One der britischen Ska-Band Madness enthält Coverversionen von, nach Ansicht der Band, einflussreichen Reggae- und Ska-Stücken, darunter auch eine Version von I Chase the Devil aka Ironshirt.